# TT56
La tombe thébaine TT 56 est située à Cheikh Abd el-Gournah, dans la nécropole thébaine, sur la rive ouest du Nil, face à Louxor en Égypte.
C'est la sépulture d'Ouserhat, enfant du Kep, scribe royal sous le règne d'Amenhotep II, ainsi que de sa femme Moutnofret.
Cette tombe est une des mieux conservées des tombeaux de la noblesse thébaine.
Ses reliefs représentent de nombreuses scènes aux couleurs vives représentant Ouserhat défunt et Moutnofret recevant des cadeaux et présents dans l'au-delà.

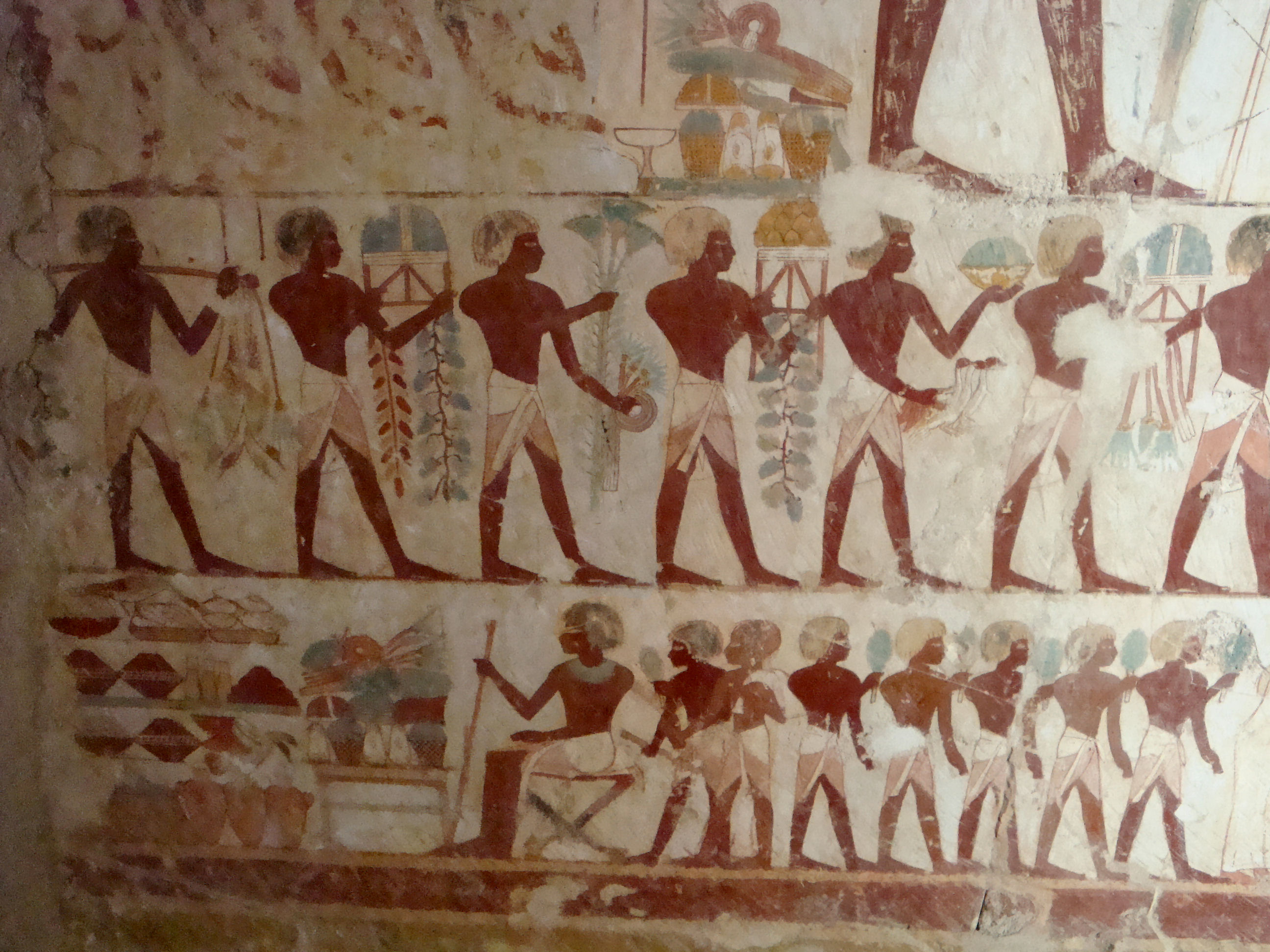
Décor mural dans la tombe TT56.